# Воскресенка (Челно-Вершинский район)
Воскресе́нка — посёлок в Челно-Вершинском районе Самарской области в составе сельского поселения Краснояриха.

## География
Находится на расстоянии примерно 20 километров по прямой на юго-запад от районного центра села Челно-Вершины.

## История
Поселок был основан в 1918 году отрубниками села Краснояриха.

## Население
Постоянное население составляло 86 человека (русские 81%) в 2002 году, 85 в 2010 году.